# Ludwig Dörr
Ludwig Dörr (ur. 1905, zm. ?) – zbrodniarz hitlerowski, członek załogi niemieckiego obozu koncentracyjnego Mauthausen-Gusen i SS-Rottenführer.
Członek Waffen-SS od 22 stycznia 1945. Pełnił służbę jako strażnik i urzędnik administracji obozowej w Gusen od 1 marca 1944 do 9 kwietnia 1945. Znęcał się nad więźniami.
Dörr został skazany w procesie załogi Mauthausen-Gusen (US vs. Johann Altfuldisch i inni) przez amerykański Trybunał Wojskowy w Dachau na karę śmierci. Wyrok zamieniono jednak następnie na dożywocie.